# The World Is a Ghetto
Albums de War
All Day Music
(1971) Deliver the Word
(1973)
The World Is a Ghetto est le cinquième album du groupe américain War, sorti en novembre 1972.

## Réceptions
L'album est classé numéro 1 des ventes par le Billboard en 1973.

## Titres
1. The Cisco Kid (Allen, Brown, Dickerson, Jordan, Miller, Oskar, Scott) (4:35)
2. Where was you at (Allen, Brown, Dickerson, Jordan, Miller, Oskar, Scott) (3:25)
3. City, Country, City (Allen, Brown, Dickerson, Jordan, Miller, Oskar, Scott) (13:18)
4. Four cornered room (Allen, Brown, Dickerson, Jordan, Miller, Oskar, Scott) (8:30)
5. The World Is a Ghetto (Allen, Brown, Dickerson, Jordan, Miller, Oskar, Scott) (10:10)
6. Beetles in the Bog (Warner) (3:51)

## Classements hebdomadaires
| Classement (1973)              | Meilleure place |
| ------------------------------ | --------------- |
| Canada (Canadian Albums Chart) | 7               |
| États-Unis (Billboard 200)     | 1               |
| États-Unis (Top R&B Albums)    | 1               |

## Certifications
| Pays              | Certification | Unités certifiées |
| ----------------- | ------------- | ----------------- |
| États-Unis (RIAA) | Or            | 500 000           |